# Agnes Wurmb
Agnes Wurmb (* 14. Januar 1876 in Gelting; † 13. Januar 1947 in Hannover) war eine deutsche Lehrerin und Oberschulrätin.

## Leben
Agnes Wurmb kam als Tochter eines Arztes in Gelting zur Welt. Ihre Bildung erhielt sie durch Privatunterricht. 1894 legte sie in Schleswig ihr Examen als Lehrerin ab und war dann anfangs in ihrer Familie als Hauslehrerin tätig sowie in einem Mädchenpensionat in Plön. Nach der Jahrhundertwende besuchte Agnes Wurmb in Göttingen neu eingerichtete Oberlehrerinnen-Kurse. Währenddessen wurde sie ab Ostern 1904 in der Sophienschule in Hannover tätig, unterbrochen 1909 durch weitere Studien in Göttingen sowie 1911 durch ihre Promotion.
Nach dem Ersten Weltkrieg wurde sie in der Weimarer Republik 1921 als Oberschulrätin in das Provinzialschulkollegium berufen – als erste Frau überhaupt. 1925 hielt Wurmb einen Vortrag zum Thema Hat die bisherige jugendpsychologische Forschung zu Ergebnissen für eine Psychologie des weiblichen Geschlechts geführt?
Kurz nach der Machtergreifung durch die Nationalsozialisten wurde sie am 31. März 1933 zunächst beurlaubt und vorzeitig pensioniert. Unmittelbar nach dem Ende des Zweiten Weltkrieges arbeitete Agnes Wurmb unter dem Kulturpolitiker Adolf Grimme mit am Wiederaufbau des Schulwesens in Niedersachsen. Sie starb Anfang 1947. Adolf Grimme bezeichnete sie als „eine der bedeutendsten Frauen Hannovers der ersten Jahrhunderthälfte“.

## Schriften
- Agnes Wurmb: Hat die bisherige jugendpsychologische Forschung zu Ergebnissen für eine Psychologie des weiblichen Geschlechts geführt? (= Pädagogisch-psychologische Schriftenreihe des Allgemeinen Deutschen Lehrerinnenvereins, Heft 1). F. A. Herbig, Berlin 1925 (40 Seiten)

## Ehrungen
- Nachdem der Rat der Stadt Hannover 1999 beschlossen hatte, neue Straßen überwiegend nach Frauen zu benennen, die eine bedeutende Rolle gespielt haben, wurde im August 2011 eine Broschüre herausgegeben, die Angaben über bisherige Straßenbenennungen nach weiblichen Persönlichkeiten gibt und eine Reihe von Personen listet, nach denen zukünftig Straßenbenennungen erfolgen sollten. Unter letzteren ist auch eine Kurzbiographie zu Agnes Wurmb enthalten.[3]